# Geneviève Dorion-Coupal
Geneviève Dorion-Coupal est une danseuse, chorégraphe et directrice artistique originaire du Québec. Elle a contribué en tant que chorégraphe tant à des comédies musicales, spectacles, et pièces de théâtre, qu'à des émissions de télévision. Elle a également fait diverses incursions dans l’univers du cinéma et de la publicité. 

## Spectacles, comédies musicales et pièces de théâtre
Elle a fait partie de la direction artistique de The Man in Black, un spectacle rendant hommage à Johnny Cash, à l'affiche en premier lieu au Capitole de Québec et qui a ensuite fait le tour du Canada. Elle est la chorégraphe de Love, une production du Cirque du Soleil inspirée de la carrière des Beatles, ainsi que de Les Misérables, Génération Motown, Night Fever, Sweet charity, Pied de Poule, Elvis Story, Dalida et de la comédie musicale Chicago.

## Événements spéciaux
Elle a notamment chorégraphié le spectacle québécois aux Jeux olympiques d'hiver de Vancouver en 2010 et le spectacle commémoratif du 400e anniversaire de la ville de Québec en 2008.

## Cinéma, télévision et vidéoclips
Geneviève a travaillé, entre autres, sur la plateau du film Idole instantanée d'Yves Desgagnés et Maman Last Call de François Bouvier. Elle a été la chorégraphe de l'émission québécoise de téléréalité Star Académie et de la version polonaise de l'émission So You Think You Can Dance. Elle a aussi travaillé sur les clips Au grand jour, Danser, Danser, Matahari et Légende urbaine d'Émily Bégin.

## Sources
- Sylvia Galipeau, « Geneviève Dorion-Coupal à Varsovie », La Presse,‎ 26 mai 2010 (lire en ligne)